# Epi-LASIK
EPILASIK es una técnica quirúrgica que se utiliza en oftalmología para corregir errores de refracción del ojo de forma definitiva, mediante la utilización de láser, evitando de esta forma la necesidad de utilizar de forma permanente gafas o lentillas. Puede tratarse con este procedimiento la miopía, la hipermetropía y el astigmatismo.
Fue desarrollada por el oftalmólogo griego Ioannis Pallikaris.

## Descripción
El término EPILASIK procede del inglés (Epikeratome Laser-Assisted Keratomileusis) y significa queratomileusis asistida con láser realizada con epiqueratomo.
El procedimiento consiste en retirar la capa de epitelio que cubre la córnea mediante un instrumento llamado epiqueratomo. A continuación se utiliza el láser excimer para la ablación del tejido corneal que es necesario eliminar para corregir el defecto de refracción y seguidamente el epitelio de la córnea se vuelve a colocar en su posición original. 
La técnica es en realidad una variación de otras más conocidas como el LASEK y el LASIK, diferenciándose de estas en el método utilizado para retirar el epitelio córneal, en el LASEK se utiliza una solución alcohólica con esta finalidad y en el LASIK un instrumento llamado microqueratomo.
Este procedimiento puede tener ventajas en pacientes que presentan una córnea delgada que dificulta la aplicación de otras técnicas.

## Experiencia de usuario
Será necesario determinar el grosor de la córnea. Si esta es delgada, este método será menos invasivo y por lo tanto debilitará menos tejido que métodos más clásicos como el LASIK estándar. Una córnea estándar tiene algo menos de 600 micrones (0,6 de milímetro). Es importante que la córnea tome debidamente la anestesia previa a la cirugía, estar bien de acuerdo en este punto con el doctor previamente, pues de esto depende que la situación sea lo menos traumática.